# Bob az 1956. évi téli olimpiai játékokon
Az 1956. évi téli olimpiai játékokon a bob versenyszámait január 27. és február 4. között rendezték Cortina d’Ampezzóban. Két férfi versenyszámban osztottak érmeket.

## Részt vevő nemzetek
A versenyeken 14 nemzet 101 sportolója vett részt.
- Ausztria (AUT) (9)
- Belgium (BEL) (2)
- Egyesült Államok (USA) (11)
- Franciaország (FRA) (6)
- Lengyelország (POL) (9)
- Liechtenstein (LIE) (2)
- Nagy-Britannia (GBR) (8)
- Egyesült Német Csapat (EUA) (10)
- Norvégia (NOR) (5)
- Olaszország (ITA) (10)
- Románia (ROU) (8)
- Spanyolország (ESP) (4)
- Svájc (SUI) (8)
- Svédország (SWE) (9)

## Éremtáblázat
(A rendező nemzet csapata eltérő háttérszínnel, az egyes számoszlopok legmagasabb értéke, vagy értékei vastagítással kiemelve.)
| Az 1956. évi téli olimpiai játékok éremtáblázata bobban | Az 1956. évi téli olimpiai játékok éremtáblázata bobban | Az 1956. évi téli olimpiai játékok éremtáblázata bobban | Az 1956. évi téli olimpiai játékok éremtáblázata bobban | Az 1956. évi téli olimpiai játékok éremtáblázata bobban | Olimpia  |
| ------------------------------------------------------- | ------------------------------------------------------- | ------------------------------------------------------- | ------------------------------------------------------- | ------------------------------------------------------- | -------- |
|                                                         | Ország                                                  | Arany                                                   | Ezüst                                                   | Bronz                                                   | Összesen |
| 1.                                                      | Olaszország (ITA)                                       | 1                                                       | 2                                                       | 0                                                       | 3        |
| 2.                                                      | Svájc (SUI)                                             | 1                                                       | 0                                                       | 1                                                       | 2        |
|                                                         |                                                         |                                                         |                                                         |                                                         |          |
| 3.                                                      | Egyesült Államok (USA)                                  | 0                                                       | 0                                                       | 1                                                       | 1        |
|                                                         |                                                         |                                                         |                                                         |                                                         |          |
| Összesen                                                | Összesen                                                | 2                                                       | 2                                                       | 2                                                       | 6        |

## Érmesek
| Az 1956. évi téli olimpiai játékok érmesei bobban |                                                                            |         |                                                                                      |         |                                                                                     |         |
| Versenyszám                                       | Arany                                                                      | Arany   | Ezüst                                                                                | Ezüst   | Bronz                                                                               | Bronz   |
| Kettes                                            | Olaszország (ITA) · Lamberto Dalla Costa · Giacomo Conti                   | 5:30,14 | Olaszország (ITA) · Eugenio Monti · Renzo Alverà                                     | 5:31,45 | Svájc (SUI) · Max Angst · Harry Warburton                                           | 5:37,46 |
| Négyes                                            | Svájc (SUI) · Franz Kapus · Gottfried Diener · Robert Alt · Heinrich Angst | 5:10,44 | Olaszország (ITA) · Eugenio Monti · Ulrico Girardi · Renzo Alverà · Renato Mocellini | 5:12,10 | Egyesült Államok (USA) · Arthur Tyler · William Dodge · Charles Butler · James Lamy | 5:12,39 |